# Antonio Puerta
Antonio José Puerta Pérez (født 26. november 1984 – død 28. august 2007) var en spansk fodboldspiller som spillede for Sevilla FC frem til at han døde. Puerta var venstrebenet og spillede venstreback. Puerta nåede kun at spille en kamp for Spaniens landshold.
Puerta spillede 53 kampe og scorede fem mål for Sevilla.

## Død
Lørdag d. 25. august 2007 i en kamp mod Getafe, kollapsede Puerta. Der var kun spillet 30 minutter af første halvleg, da Puerta fik et hjertestop. Efter med- og modspillere, publikum og tv-seere bekymret så til, lykkedes det læger at genoplive ham. Puerta gik selv ned i omklædningsrummet og så umiddelbart frisk ud. I omklædningsrummet kollapsede han yderligere 2 gange, hvor det lykkedes lægerne at genoplive ham begge gange. Han blev efterfølgende kørt til hospitalet, men efter 3 dages hård kamp i respirator gik Antonio Puerta bort ved døden d. 28. august 2007. Hans kæreste var gravid med deres første barn, på dødstidspunktet.
Efter hans død beordrede FIFA, at der skulle installeres genoplivelsesrum i alle stadioner som var værter for World Cup kvalifikationskampe. En hel fodboldverden var i chok og flere af Sevillas efterfølgende kampe blev udsat. Som et tegn på respekt deltog spillerne fra både Sevilla og rivalerne fra Real Betis til hans begravelse nogle dage efter hans død.

## Hæder

### Klub
Sevilla
- UEFA Cup: 2005–06, 2006–07
- UEFA Super Cup: 2006
- Copa del Rey: 2006–07
- Supercopa de España: 2007

### Landshold
Spanien U23
- Middelhavslegene: 2005[2]